# Ana K. Spalding
Ana K. Spalding es una bióloga marina afro-panameña especializada en la reforma de la política medioambiental. Sus investigaciones se centran en la elaboración de políticas que equilibren las necesidades medioambientales y comunitarias. Spalding tiene varias publicaciones y trabajos tanto en el Instituto Smithsoniano de Investigaciones Tropicales como en la Universidad Estatal de Oregón.

## Primeros años y educación
Ana K. Spalding creció en Panamá. Debido al trabajo de su padre como ingeniero y al de su madre en el campo de la conservación, ambos la animaron a seguir trabajando en el medio ambiente. En 1999, recibió su licenciatura en Economía Internacional de la Universidad de Richmond y obtuvo un máster en Asuntos y Políticas Marinas por la Universidad de Miami en 2004. En 2011, recibió un doctorado en Estudios Ambientales de la Universidad de California, Santa Cruz.

## Carrera
Tras doctorarse, Spalding trabajó como becaria postdoctoral durante dos años en el Instituto Smithsoniano de Investigaciones Tropicales. En 2015 pasó a ser investigadora asociada en el mismo organismo y profesora adjunta en la Escuela de Políticas Públicas de la Universidad Estatal de Oregón.
Forma parte del Pacific Marine Energy Center (PMEC), una colaboración entre institutos de investigación del noroeste del Pacífico para estudiar la energía undimotriz y mareomotriz. En 2021, Spalding llevó a cabo un proyecto financiado por la NOAA sobre el impacto del cambio climático y las regulaciones de acidificación relevantes en los estados de la costa oeste con un enfoque en los impactos económicos en las comunidades costeras que producen mariscos. En 2024, como parte del proyecto de National Geographic, «Las múltiples caras de la conservación: Impactos y significado del Parque Nacional Marino Isla Bastimentos en los Ngäbe de Panamá», Spalding viajó a la Isla de Popa frente a la costa de Panamá. Allí se reunió con la mayor tribu indígena de Panamá, la tribu ngäbe, para comprender mejor el impacto de las decisiones políticas en sus medios de vida.
En 2020, Spalding recibió una subvención de 150.000 dólares de Ocean Nexus para utilizarla durante dos años. El proyecto pretende formar a Ycaza en liderazgo y desarrollo de la comunicación científica crítica.

## Legado e impacto
Spalding fundó la Iniciativa de Soluciones de Resiliencia Comunitaria Adrienne Arsht, que investiga la resiliencia al cambio climático tanto del medio ambiente como de las comunidades circundantes, con el objetivo último de aliviar globalmente las tensiones y conflictos derivados del cambio climático.
Además, Spalding al ser parte del Instituto Smithsoniano de Investigaciones Tropicales, es la primera investigadora marina en incorporarse de un total de 40 científicos en plantilla. El STRI gestiona varios programas educativos de divulgación y colabora con responsables políticos para influir en las políticas y la legislación relacionadas con el cambio climático.
En 2021, Spalding y otras 23 científicas publicaron un artículo en PLOS Biology en el que pedían un cambio para crear una cultura académica más equitativa, diversa e inclusiva, después de que Nature Communications publicara un artículo en el que se afirmaba que es mejor para las mujeres en la ciencia ser mentorizadas por hombres que por mujeres.